# Thomas George Pratt
Thomas George Pratt (ur. 18 lutego 1804, zm. 9 listopada 1869 w Baltimore, Maryland) – amerykański polityk z Maryland.
W latach 1845–1848 piastował stanowisko gubernatora stanu Maryland. W latach 1850–1857 zasiadał w Senacie Stanów Zjednoczonych jako reprezentant stanu Maryland.